# Johan Bergstral

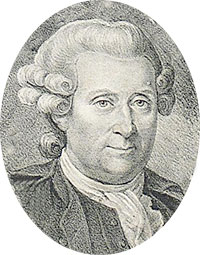
Johan Bergstral

Johan Bergstral, född 1715 i Karlstad, död 11 april 1795 i Stockholm, var en svensk läkare.

## Biografi
Bergstral var av Värmlandssläkten Bergius. Han blev medicine doktor 1747. Bergstral studerade vid de stora sjukhusen i Paris och blev efter hemkomsten assessor i Collegium medicinum 1754. Han var även amiralitetsläkare 1754-64. Som vetenskapsman anses Bergstral inte utfört några stora insatser, däremot genomförde han betydelsefulla omorganisationer av den sjukvården.